# Vaniljsex

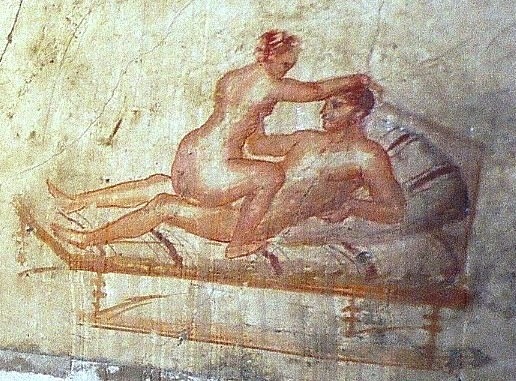
Heterosexuellt par som utövar ridställningen.

Gayle Rubins sexhierarki, med vaniljsex som del av den inre, "tjusade cirkeln" – kontrasterad mot "the outer limits" (de yttre gränserna).

Vaniljsex är en term för sex som inte är sexuellt avvikande från sociala normer och motsatsen till "kinky" eller "hårt sex". Vaniljsex tar sitt namn från vaniljglass, då vanilj är en av de vanligaste och mest neutrala smakerna på en glass. Engelskans vanilla kan också syfta på en person som anses 'ordinär' eller 'småtråkig'.

## Beskrivning
Enligt definitionen ska vaniljsex vara två parter som har sex utan att göra något som avviker från det som anses normalt. Till vaniljsex räknas bland annat vanliga och förutsägbara samlag i till exempel missionärsställningen, liksom att ha sex i mörker. Vaniljsex ses också som en väldigt intim och känslosam typ av sex som man inte har med vem som helst.
Begreppet vaniljsex sätts ofta i kontrast till begreppet som kink, fetisch eller "hårt sex". Den sistnämnda termen antyder att detta är mer aggressivt eller våldsamt utagerat sex, men ibland antas att "hårt sex" även handlar om sexuella övergrepp. BDSM och liknande sexuella praktiker handlar dock om rollspel mellan samtyckande personer, där (enligt svensk lag) hanteringen inte motsvarar mer än ringa misshandel. Inom BDSM-kulturen är en av grunderna en öppen dialog omkring vad de olika personerna vill göra och ha ut av samlaget, något som inte är lika vanligt hos folk som endast utövar vaniljsex.
Under inflytande av sexuella intryck i olika medier – inklusive i internetpornografi – anses ungdomar ibland ha blivit mer intresserade av att utforska olika typer av mer avancerade handlingar. Vaniljsex (ofta uttryckt via engelskans vanilla) kan då ofta få en stämpel där den kopplas till 'tråkig' eller 'dålig'. Att inte vilja utforska sexuella och andra gränser har dock länge setts som tråkigt inom ungdomskulturen, där experiment och gränsöverskridanden ofta är förknippade med hög status.